# Климовский, Семён
Семён Климовский (укр. Семен Климовський, также — Климов, Климів; конец  XVII — начало XVIII века, около 1705, вероятно, Слобожанщина, — конец XVIII века, около 1785, село Припутни (теперь в составе села Мошорино, Кировоградская область, Украина) — украинский философ, литератор, поэт, казак харьковского слободского казачьего полка. Наиболее известен авторством песни «Ехал казак за Дунай» (укр. Їхав козак за Дунай). Написал также книгу: «О правде и великодушии благодетелей» (1724), оставшуюся в рукописи. Климовскому приписывают ещё несколько книг петровского времени и несколько стихотворений («Не хочу я никого, только тебя одного»), а также «О пришествии короля шведского Карла XII внутрь Украины», «Об измене Мазепы» (стихами) и «О правосудии начальствующих».

## Биография
Семёна Климовского долгое время считали легендарной персоной. Достоверных данных о нём почти не сохранилось. Известно, что он родился на рубеже XVII—XVIII веков, по уточнённым данным — около 1705 на Слобожанщине (северо-востоке современной Украины). По другим данным, родился он раньше — между 1690—1700 годами.

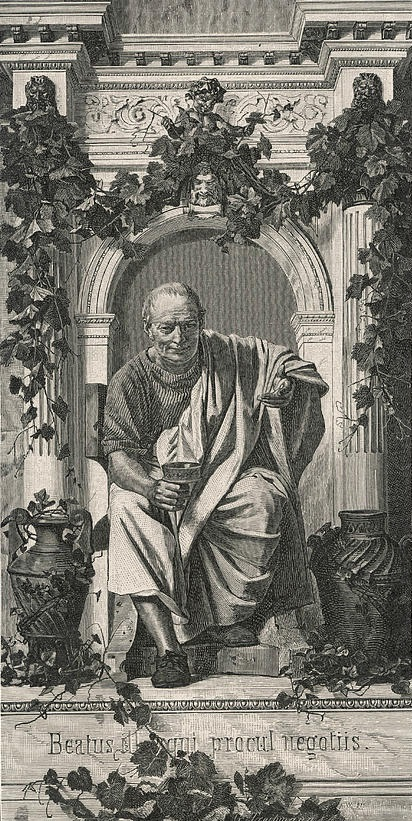
Квинт Гораций Флакк — древнеримский поэт «золотого века» римской литературы, оказавший влияние на произведения Семена Климовского

О ранних годах Семёна Климовского также известно немного. Возможно, образование он получил в Киево-Могилянской академии. Тем не менее, в книге «Києво-Могилянська академія в іменах. XVII—XVIII ст.» о нём не упоминается. Н. М. Карамзин считал Семёна Климовского талантливым автором, описывая его, как «ученика природы, к сожалению не доученного искусством». В то же время, вопрос об образовании С. Климовского остаётся открытым, так как из его произведений заметно, что он хорошо владел иностранными языками, философией и литературой. Среди поэтов своими произведениями наибольшее влияние на него оказал Гораций.
Однако это был первый человек в истории Слободской и Левобережной Украины, которого можно в некоторой мере назвать литератором. Литературные произведения создавались на территории Гетманщины и Слобожанщины и ранее, но обычно это были вещи, написанные «по случаю» грамотными людьми, которые не занимались литературой сколько-нибудь постоянно. От таких авторов (например, Орновский, Филиппович, Витинский) доходило обычно по одному, реже два произведения, причём биографические сведения также сохранились минимальные. Семён Климовский, подписывавший свои произведения как «Казак-стихотворец» хотя не скрывавший и своего настоящего имени, занимался сочинительством многие годы. Как и все образованные люди того времени его становление связано с Киево-Могилянской академией, в которой он учился и которая значительно повлияла на его философские взгляды. Его произведения свидетельствуют о значительном влиянии классической литературы и философии. Особняком стоит отметить духовное влияние Горация. Несмотря на то, что точные даты жизни литератора неизвестны, считается что он прожил долгую жизнь и был жив ещё в конце XVIII века. Конец жизни он провел в Херсонской губернии, где вместе с товарищами основал хутор Прыпутни. На месте этого хутора 14 октября 2003 года был установлен памятник Семену Климовскому.

## Творчество

### Обзор трактатов
Язык Климовского был близок к языку произведений Сковороды — в целом русский литературный язык того времени, с многочисленными церковнославянизмами, а также вкраплениями украинизмов. Отдельные лирические произведения написаны целиком на разговорном украинском языке. Философские поэтические трактаты «О правде и великодушии благодетелей» и «О правосудии начальствующих» самобытны и интересны с многих точек зрения. «Царь без правды мертв» — писал Климовский. Тьма, ложь, злоба, моральные недуги — вот что сопутствует пренебрежению правдой. Этим он близок иудейской религиозно-философской литературе эпохи Второго Храма. С последней он наверняка был знаком благодаря Киево-Могилевской академии. «Нелюбящий правды» — недостоин быть царем, его власть не имеет под собой моральной основы. Благодать с небес прольется только на тех, кто возьмется за дело правды. «Лучше в нищих правду с голодом терпеть, чем царем правды не иметь» — перекликается он с пророком Амосом.